# Classe Lévrier
La classe Lévrier est une classe de deux aviso-torpilleurs de la marine nationale française construite avant le début du XXe siècle.

## Conception
Les navires de cette classe sont un peu plus lourds, plus grands et avec une artillerie plus importante que les précédents de la classe Bombe. Ils  possèdent 3 tubes lance-torpilles et sont considérés comme des contre-torpilleurs.

### Service
- Le Léger[1] a été affecté successivement à la Défense mobile de l'Algérie (1905) puis à la Défense mobile d'Oran (1907).
- Le Lévrier a été affecté comme stationnaire à Constantinople à la fin des années 1890 puis à la Défense mobile de la Corse.

## Unités de la classe
| Nom     | Service effectif | Fin de service | Photo |
| ------- | ---------------- | -------------- | ----- |
| Lévrier | avril 1891       | retiré en 1910 |       |
| Léger   | juillet 1891     | retiré en 1910 |       |